# Bantustan
Bantustan és el terme amb què es designa cadascun dels deu territoris que figuraven com a reserves tribals d'habitants no blancs a Sud-àfrica i Àfrica del Sud-oest (actual Namíbia), en el marc de les polítiques segregacionistes imposades durant l'època de l'apartheid. Es tractava de reserves destinades a allotjar i concentrar poblacions ètnicament homogènies.
Des del començament, el 1959, de la implantació legal del concepte, fins al seu desmantellament definitiu el 1994, alguns bantustans reberen la independència nominal (Transkei, Venda, Bophuthatswana i Ciskei, a Sud-àfrica; Ovamboland, Kavangoland i Caprivi Oriental, a Àfrica del Sud-oest); d'altres (com KwaZulu, Lebowa i QwaQwa) van romandre en una condició de relativa autonomia administrativa, però no foren mai declarats independents. Malgrat això, a cap d'aquests no els fou reconeguda internacionalment la condició de nació sobirana; només foren reconeguts per Sud-àfrica mateixa i, recíprocament, entre ells mateixos.
La paraula "bantustan" es va començar a utilitzar el 1940; prové del mot bantu (que significa 'gent' en les llengües bantu) i de —stan ('terra de', en farsi, en forma similar a la terminació —land d'origen germànic). Era un terme no oficial que feien servir els crítics dels governs de l'apartheid, en oposició a la paraula "homeland" ('pàtria'), que era la promoguda pel discurs oficial per a designar el mateix fenomen.

## Antecedents
La discriminació i la segregació racial eren fets legalment acceptats a Sud-àfrica anteriorment al govern de l'apartheid. Les Normes jurídiques precedents, promulgades en 1913 i 1936, havien reservat per a ús de la població negra algunes àrees de terreny escampades arreu del país.
Ja en 1930, el govern de J. Barry Hertzog, primer ministre entre 1924 i 1939, havia mirat de minvar el vot dels habitants de "raça" mixta en concedir el dret de sufragi a les dones blanques, però no pas a les negres. Això havia debilitat marcadament la capacitat de l'electorat no blanc d'incidir en les decisions polítiques del país.

### Ascens del Partit Nacional al poder
Tanmateix, el 1948 la legislació en la matèria rebé un impuls decisiu, quan a les eleccions guanyà el Partit Nacional (afrikaans: Nasionale Party), capdavantejat per Daniel Malan. Aquest grup havia inclòs expressament una política d'extensió i ampliació de la segregació racial, anomenada apartheid, entre els principis bàsics de la seva plataforma.
El propòsit de l'apartheid era no sols d'apartar els habitants que no eren blancs dels blancs, però a més, els diversos grups de no blancs entre ells, ço és estendre la segregació també a les altres ètnies del país. Ultra els nadius africans, hi havia grups de mestissos i asiàtics, aquests d'origen indi i malai.

### Legalització de l'apartheid
El Partit Nacional en arribar al govern inicià una agenda legislativa ("petit apartheid"). La primera llei fou la llei de prohibició de matrimonis mixtes Nº 55 de 1949, la qual prohibí els matrimonis de blancs amb no blancs. Aquesta fou seguida per la Llei d'Immoralitat Nº 21 de 1950 que regulava les activitats privades dels ciutadans en interdir la "fornicació il·legal", i "qualsevol acte immoral i indecent" entre una persona blanca i una persona africana, índia, o de color.
Seguidament, el govern començà a preparar el terreny del "gran apartheid", que emmenaria la separació espacial de les ètnies. A la primeria, es posà en relleu la separació racial a l'interior dels centres urbans. La Llei de matriculació de Població No 30 de 1950 requeria que cada habitant fos classificat com a blanc, negre o de color (de raça mixta); més tard, s'afegí també la classificació "asiàtic", en una secció especial que feia al·lusió a aquests habitants declarant-los "sense drets històrics en el territori".

#### Consolidació normativa
Aquesta matriculació fou seguida per la Llei d'Àrees de Grup Nº 41 de 1950, que assignava diverses parts de les ciutats per a les residències i negocis de cada grup ètnic. A conseqüència d'aquestes lleis, en poc temps un milió i mig de persones que, segons es considerava, no s'estaven on calia, van ser expulsades de les seves ciutats, i enviades a pobles satèl·lits o "townships".
La Llei d'Autoritat Bantú Nº 68 de 1951 va tornar a establir una sèrie d'organitzacions de caràcter tribal, anteriorment dissoltes, perquè en endavant representarien els interessos de la població negra, mentre que es dissolia el Consell de Representació Nadiu. La Llei de Nadius Nº 62 de 1952, coneguda com la Llei de Passis, va prohibir el simple desplaçament físic dels negres des de les zones rurals a les ciutats. Per a això es requeria permís previ de les autoritats. En cas que un negre tingués un salconduit, la seva estada en la ciutat era limitada a tres dies, tret que en aquest lapse de temps trobés una feina. A tall d'assegurança perquè la implatació de tals mesures fos sostenible en el temps es va abrogar, finalment, la Llei de Nadius Nº 66 de 1956, que refusava als negres el recurs de peticionar i exercir accions legals en les corts en cas de ser expulsats dels seus habitatges i reallotjats forçosament en altres regions del país.

## Política de desenvolupament separat

### Agenda de Verwoerd
Ja abans d'esdevenir primer ministre en 1958, Hendrik Verwoerd va participar activament, com a ministre d'educació del govern anterior en la implantació del "gran apartheid". Durant la seva gestió al capdavant d'aquest ministeri va establir en 1953 el Departament d'Educació Bantu, i hi va crear un sistema totalment nou i separat per als estudiants no blancs. El propòsit d'aquest sistema era preparar des de primerenca edat als africans perquè acceptessin el seu rol de subordinació de cara als blancs. Respecte a aquest subjecte, Verwoerd en 1953 en crear el sistema d'educació separat, va declarar això al periòdic afrikaans Die Burger: 
"Quan tingui control de l'educació 'nadiua', la reformaré de tal manera que als 'nadius' se'ls ensenyi perquè creguin que la igualtat amb els europeus no és per a ells".
"No hi ha espai per a l'africà dintre de la comunitat d'europeus més enllà del nivell de certa classe de feines. No cal pas que en sàpiguen més ja que l'objectiu final és que siguin absorbits per la comunitat europea".
Durant el govern de Verwoerd com a primer ministre (1958 – 1966), l'apartheid evolucionà cap a l'anomenada política de desenvolupament separat. Aquesta apuntava específicament a aconseguir que cadascun dels grups africans (bantu) es constituís en una nació amb el seu propi territori: és en aquell moment que es consolidà formalment el concepte de bantustan que perdura fins avui.
En funció de les noves prioritats incloses en l'agenda governamental, es decidí de dedicar el 13,7% del territori de Sud-àfrica (majoritàriament, les terres menys productives) per a aquests conglomerats, on havia de viure el 72% de la població del país. D'aquesta manera, les ciutats, les àrees industrials, i aquelles amb recursos minerals, eren totes reservades exclusivament per a l'ús i explotació per part dels blancs.

### Promeses de llibertat i fraternitat
Una premissa fonamental d'aquesta política era l'argument que, dins els bantustans, els africans podrien gaudir dels seus propis drets i llibertats (amb què, suposadament, se satisfeien els seus desitjos de més gran independència), mentre que fora d'aquestes zones serien tractats com a estrangers. Un altre dels arguments freqüentment esgrimits era l'afirmació que, amb aquestes mesures, els africans de fet tornaven als seus llocs d'origen, les seves llars ancestrals. Tot amb tot, aquesta postura ignorava el fet que molts sud-africans negres o mulats ja n'eren a la tercera o quarta generació vivint en un ambient urbà, per la qual raó en lloc de percebre la mudança com una tornada, l'associaven més aviat a un bandejament.

## Promoció, creació, i establiment

### A Sud-àfrica

#### Promoció de l'autogovern

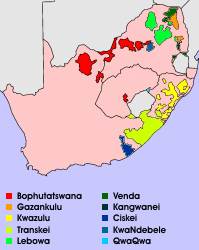
Distribució dels bantustans a Sud-áfrica

Preparant les circumstàncies propícies i promovent la política que permetria d'establir definitivament els nous territoris, es va aprovar la Llei de Promoció d'Autogovern Bantu (No 46 de 1959). Aquesta va eliminar la participació en el parlament de representants negres; a més, va classificar la població no blanca, distribuint-la en vuit grups diferenciats segons la seva ascendència ètnica, i va crear deu "pàtries" africanes on aquests haurien d'instal·lar-se. A cada grup se li va assignar també un Comissionat General, que seria el responsable de preparar una nova pàtria per a les persones que tingués a càrrec, i d'aplanar el camí per a la formació d'un govern independent del govern central dels blancs. A guisa de compensació per la pèrdua de representació en el parlament, i com incentiu (o cimbell) polític, es va oferir als negres el dret de vot en les seves noves pàtries. Encara que el discurs oficial fixava l'assoliment de la independència per als nous territoris, en la pràctica el govern sud-africà va mantenir la seva influència sobre els bantustans, si bé després que alguns es van tornar independents. El 1962, el govern sud-africà va assignar els territoris que formarien el primer bantustan a Transkei (terme que significa: "àrea més enllà del riu Kei"). Era format per un territori principal i dos enclavaments propers. El projecte es va concretar en 1963, quan es va formar un primer govern autònom sota el lideratge del cap xosa Kaiser Matanzima. Transkei seria el més extens de tots els bantustans que s'establiria a Sud-àfrica. Tot primer va ser, a més, el més efectiu operativament la qual cosa va oferir més grans esperances com a model de desenvolupament per als altres.

#### Ciutadania dels bantustans
| Bantustan      | Grup ètnic             |
| -------------- | ---------------------- |
| Transkei       | Xosa                   |
| Venda          | Venda                  |
| Bophuthatswana | Tswana                 |
| Ciskei         | Xosa                   |
| Gazankulu      | Tsonga Shangaan        |
| KaNgwane       | Swazi                  |
| KwaNdebele     | Ndebele                |
| KwaZulu        | Zulú                   |
| Lebowa         | Sothos del nord o pedi |
| QwaQwa         | Sothos del sud         |

El 1970, la Llei de Ciutadania de les Pàtries Bantu va canviar la condició legal de tots els habitants de bantustans en retirar-los la ciutadania sud-africana. El propòsit fonamental d'aquesta llei era assegurar que els ciutadans blancs esdevinguin la majoria de la població. La reacció internacional a l'establiment del primer bantustan va ser negativa. Fins i tot els blancs eren en desacord amb la mesura, car temien que els seus servents i treballadors haguessin de mudar-se a aquell territori, tan lluny de les seves ciutats. A desgrat de l'ampla oposició tant a nivell internacional com a local (sobretot, per part de la majoria negra de Sud-àfrica), aquesta política de desenvolupament separat continuà a prosperar. Les intencions del govern d'eliminar tota la població de color de territori sud-africà foren clarament expressades en les següents declaracions de Connie Mulder, mentre oficiava com a Ministre d'Administració i Desenvolupament Bantu.
Si la nostra política per a la població negra és duta a la seva conclusió lògica, no romandrà pas cap ciutadà sud-africà negre... Tot negre a Sud-àfrica, eventualment acabarà en alguna nova pàtria independent i no restarà llavors cap raó per a l'existència de cap obligació per part d'aquest Parlament d'acomodar aquesta gent políticament. Connie Mulder, en el seu discurs a la cambra baixa del parlament, el 7 de febrer de 1978.

### A Àfrica del Sud-oest

#### Mandat sud-africà: origen i legitimitat

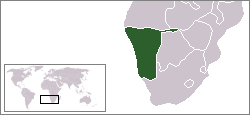
Àfrica del Sud-oest

Abans de ser sota control sud-africà, Àfrica del Sud-oest (avui Namíbia) va ser una colònia alemanya. Va ser en esclatar la Primera Guerra Mundial quan tropes sud-africanes van atacar i ocupar la regió. Durant la postguerra, la Lliga de Nacions va despullar formalment a Alemanya del domini sobre aquesta colònia i va prendre'n el control provisional. El 1920, aquest organisme va resoldre finalment concedir a Sud-àfrica un mandat per a l'administració del territori. No obstant això, la situació es complicaria després de la dissolució de la Lliga de Nacions, ja que Sud-àfrica va renegar del compromís d'acabar el seu mandat, al·legant que l'ens al que havia de tornar-lo ja no existia. En 1946, la recent formada Organització de les Nacions Unides (ONU) va negar la sol·licitud sud-africana per a annexar-se el territori i, per contra, va exhortar que sotmetés el mateix a supervisió internacional, a la qual cosa Sud-àfrica es va negar. Aquesta última, encara sense annexar-se formalment el territori, va decidir administrar-lo i governar-lo com una província de facto, donant-li als blancs del territori representació en el parlament sud-africà. Sud-àfrica va començar a incorporar progressivament les seves polítiques d'apartheid en els territoris d'Àfrica del Sud-oest amb èmfasi creixent a partir de la dècada de 1950. Després de nombroses resolucions de l'ONU en contra de la introducció d'aquestes polítiques, i de la sistemàtica indiferència sud-africana davant tals declaracions, l'Assemblea General de les Nacions Unides finalment va revocar en 1964, de manera formal i definitiva, el mandat d'administració sobre els territoris d'Àfrica del Sud-oest.

#### La Comissió Odendaal
El 1962 el govern sud-africà ordenà la creació sota el lideratge de Fox Odendaal (antic governador de la província de Transvaal), de l'anomenada Comissió Odendaal perquè estudiés la situació a Àfrica del Sud-oest i presentés un pla de recomanacions per al desenvolupament de la regió. El 1964, aquesta comissió presentà un informe, on proposava la creació de 10 bantustans al territori.

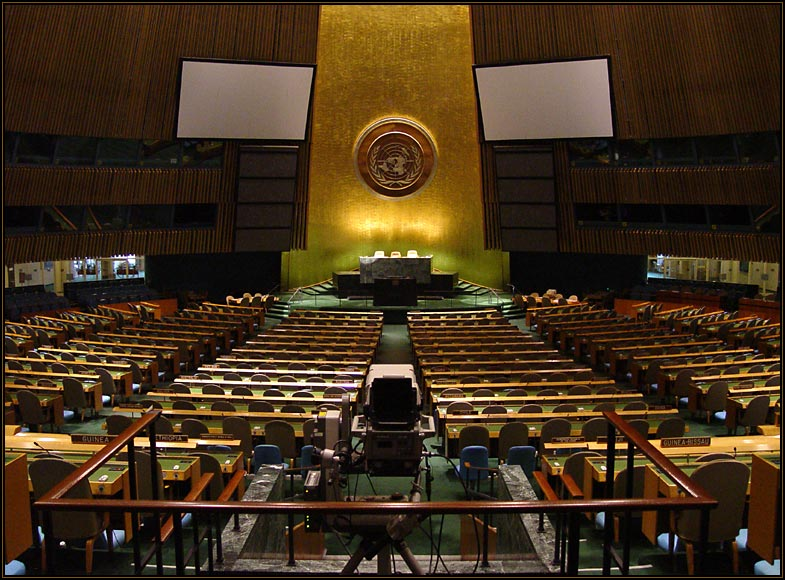
Assemblea General de l'ONU: condemnà el Plan Odendaal

El Comitè Especial de Descolonització de l'ONU (conegut com el Comitè dels Vint-i-quatre), i després l'Assemblea General, rebutjaren emfàticament el Pla Odendaal. Tanmateix, el govern sud-africà n'acceptà les conclusions i recomanacions, encara que decidí demorar la implementació del pla en espera d'una resolució encara pendent de la Cort Internacional de Justícia. El 1966, l'ONU resolgué que el mandat de Sud-àfrica sobre el territori havia acabat, i el 1968 determinà que Àfrica del Sud-oest s'anomenaria Namíbia. Més tard, la Cort Internacional de Justícia dictaminà que l'ocupació sud-africana era il·legal.
Aquests enfrontaments amb els organismes internacionals, i les subseqüents sancions, provocaren l'augment de la determinació sud-africana d'administrar el territoris com a propi, i d'imposar-hi l'apartheid. En aquest entorn, Sud-àfrica decidí formalment, el 1968, posar en pràctica a Àfrica del Sud-oest aquestes polítiques.

#### Promoció de l'autogovern
| Bantustan        | Grup ètnic |
| ---------------- | ---------- |
| Bushmanland      | San        |
| Damaraland       | Damara     |
| Caprivi Oriental | Lozi       |
| Hereroland       | Herero     |
| Kaokoland        | Himba      |
| Kavangoland      | Kavango    |
| Namaland         | Nama       |
| Ovamboland       | Ovambo     |
| Rehoboth         | Baster     |
| Tswanaland       | Twsana     |

El 1968, es va aprovar la Llei de Desenvolupament d'Autogovern de les Nacions Nadiues d'Àfrica del Sud-oest. Tot seguit, l'administració de Sud-àfrica va començar a establir bantustans similars als ja existents a Sud-àfrica. El 1969, es va aprovar la Llei d'Afers d'Àfrica del Sud-oest. Aquesta última transferia els poders del parlament local a Namíbia al de Sud-àfrica i dictava un sòlid marc legal. Amb aquestes reglamentacions es van assentar les bases per al funcionament del sistema a Àfrica del Sud-oest. El territori va ser dividit en dues zones majors: les reserves del nord, amb aproximadament 253.000 km²; i la zona policial del sud, amb 570.000 km². El 55% del total de la població (tots nadius) vivia en la zona nord, mentre que el conjunt de la població blanca (14%) i la resta de la població (en la seva majoria, servents o treballadors en les granges i mines), vivien en la zona sud. Al cap de pocs anys d'haver estat establerts, els bantustans d'Àfrica del Sud-oest es van convertir en zona de conflicte. El 1960, s'havia fundat l'agrupació SWAPO (acrònim anglès de South West African People's Organization) amb la intenció de promoure una Namíbia lliure i independent. El 1966, SWAPO es va convertir en una organització militar i va decidir oposar-se a la dominació sud-africana per la via armada, iniciant accions guerrilleres contra l'ordre i l'administració sud-africana a Àfrica del Sud-oest. Aquestes accions es van intensificar des de 1970, a l'iniciar les seves operacions des de bases clandestines al sud d'Angola.

#### Zona de conflicte internacional
Quan el 1974 i 1975, Portugal atorgà la independència a Moçambic i Angola, els seus nous governs decidiren immediatament donar suport als rebels del SWAPO. Sud-àfrica contestà als atacs de SWAPO enviant tropes al nord d'Àfrica del Sud-oest, i estacionant-les amb la missió de perseguir els rebels en territori angolès. Cuba, per la seva part, envià 50.000 soldats a Angola per a donar suport al govern local i als rebels del SWAPO. D'aquesta manera, el conflicte bèl·lic al sud d'Angola i als bantustans de Namíbia es convertí en un conflicte més de la guerra freda.
Sud-àfrica va fer ús d'aquesta implicació, al·legant, per a justificar les seves estrictes polítiques en la regió i en els bantustans, que estava immersa en una guerra contra guerrillers comunistes resolts a envair el seu territori per mitjà de la violència i el terror. Altres nacions que es van involucrar en el conflicte van ser Zàmbia i Tanzània donant suport als rebels independentistes, i Rhodèsia (avui dia Zimbabwe), alineada amb Sud-àfrica. El conflicte armat va fer que Sud-àfrica modifiqués el seu objectiu principal en relació al territori d'Àfrica del Sud-oest: a partir de llavors, el primordial era evitar un govern comunista a Namíbia, i el que ocorria en els bantustans esdevingué un afer secundari.
Per aquesta raó, dels deu bantustans establerts a Àfrica del Sud-oest, els tres que compartien major extensió fronterera amb Angola, van rebre una primerenca autonomia governamental i independència nominal. El juliol del 1980, el sistema de bantustans a Àfrica del Sud-oest es va modificar, eliminant-se els governs regionals, i transformant-se en un sistema d'11 administracions basades en els grups ètnics, i no en la ubicació geogràfica. El 1988, amb la resolució del conflicte bèl·lic cap a finals d'aquesta dècada, Sud-àfrica va acceptar el pla de pau de les Nacions Unides, acordant un cronograma per al seu retir i per a la ulterior independència de Namíbia. Com a resultat d'aquests acords, els bantustans i els seus governs locals foren políticament desmantellats al maig de 1989, durant el període de transició previ a les eleccions nacionals de novembre de 1989.

### Altres territoris

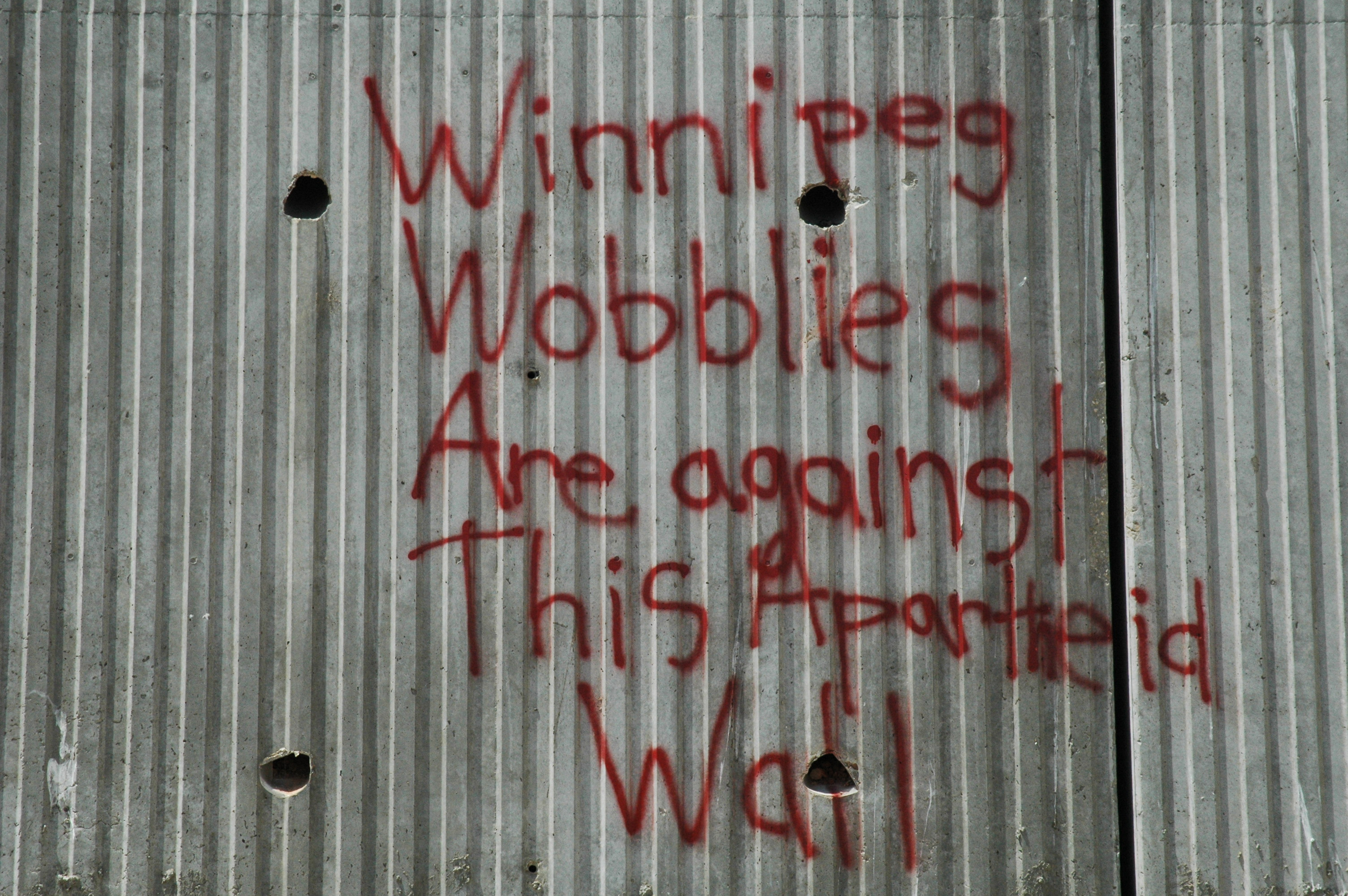
"Mur de l'apartheid": graffiti a la Palestina actual

Lesotho i Swazilàndia no eren bantustans, sinó protectorats britànics que foren declarats països independents. Aquests països, envoltats pràcticament en la totalitat del seu territori per Sud-àfrica, han depès gairebé completament d'ella per al seu efectiu funcionament. Botswana és un altre país que, malgrat no haver estat un bantustan, al llarg de la seva història també ha depès de Sud-àfrica. Per aquesta raó, de vegades se cita a aquests tres països quan es fa al·lusió als bantustans. En anys recents, alguns grups involucrats en la recerca d'una solució del conflicte entre Israel i els habitants de Cisjordània i Gaza, han recorregut al terme de bantustan durant les discussions en referència a aquestes zones, arribant a parlar obertament del "Pla Bantustan", tant des d'un bàndol com de l'altre. Seguint declaracions del llavors Secretari d'Estat, Colin Powell, el govern dels Estats Units, al juny de 2004, va expressar que l'ús del terme bantustan en referència a la situació dels territoris palestins no era objectable. En al·lusió a comentaris del president dels Estats Units, Powell va dir: 
"Ell estava dient que no es pot tenir un nombre de petits bantustans, o la totalitat de Cisjordània esmicolada en trossos disjunts, incoherents, i dir que això és un estat acceptable."

## Llista de bantustans

### Sud-àfrica
Cada un dels bantustans sud-africans s'associava amb grups ètnics determinats i configuraven un perfil característic. Quatre d'ells eren nominalment independents: TVBC de Transkei, Venda, Bophuthatswana i Ciskei. Els altres tenien una forma limitada d'autogovern.
TranskeiVa ser el primer bantustan creat. L'Autoritat del Territori de Transkei va ser creada el 1959. No obstant això la formació territorial del mateix va ser definida per decret el 1962, i es va establir el 1963. Era una regió de l'est sud-africà, destinada a concentrar els membres de l'ètnia xosa (94% de la població del bantustan). El 1976, després dels tràgics successos de Soweto, es va declarar la seva independència nominal (tan sols va ser reconegut com a país sobirà per Sud-àfrica) i va establir un govern propi i independent sota el lideratge de Kaiser Matanzima. Transkei tenia una superfície de 42.000 km², sent el bantustan de major extensió, i amb una població total de 4,75 milions d'habitants en el moment de la seva reincorporació a Sud-àfrica el 1994. La seva capital era Umtata. L'idioma oficial era el xosa. En l'actualitat els territoris que van conformar el Transkei són part de la província de Cap Oriental.
VendaVa Ser creat el 1971 per a membres de l'ètnia del mateix nom; va obtenir autonomia de govern el 1973, i va ser nominalment declarat independent el 1979. Posseïa una superfície de 7.460 km² i una població de 718.000 habitants en la data de la seva reincorporació a Sud-àfrica. Per la seva localització prop de la frontera, va ser una àrea estratègica des d'on els enemics de l'apartheid llançaven atacs i buscaven refugi. El venda, anglès i afrikaans eren els idiomes més parlats. Avui dia els territoris de l'antic Venda són part de la província de Limpopo.
BophuthatswanaFou creat el 1968 per als membres de l'ètnia tswana amb el nom de Tswanaland (no confondre amb el bantustan del mateix nom a Àfrica del Sud-oest). La denominació va ser canviada per Bophuthatswana el 1972. Estava compost per 7 territoris separats, espargits sobre tres províncies en la regió nord del país, amb Mmabatho com a capital. El 1971, se li va atorgar autonomia administrativa i, el 1977, la independència nominal. El govern va fer grans esforços per a ser reconegut internacionalment, dedicant enormes recursos a la construcció d'obres públiques com hospitals i estadis esportius. No obstant això, la sol·licitud de Bophuthatswana per a ser reconegut com una nació independent de Sud-àfrica va ser rebutjada per l'ONU en 1986. La regió autònoma comptava amb una superfície de 44.000 km², i allotjava una població de 2.005.000 habitants el 1993. L'idioma oficial de Bophuthatswana era el setswana. Els territoris d'aquest bantustan són part en l'actualitat de la província del Nord-oest.
CiskeiVa ser creat el 1968 com un dels bantustans per als xoses. Va ser l'últim dels bantustans que fou declarat independent el 1981. La capital va ser el poble de Bisho. Posseïa 8.500 km² de territori i una població d'1.090.000 habitants en 1993. Una vegada abolit com estat independent i reincorporat a la resta de Sud-àfrica, va passar a formar part de la província de Cap Oriental.
GazankuluFormat per dos territoris separats entre si per al "desenvolupament separat" dels tsonga shangaan, va ser creat amb autonomia parcial i limitada el 1971, en la regió de la província de Transvaal. Tenia una població de 955.000 habitants. La seva capital era Giyani. L'idioma més parlat era el tsonga (també conegut com a shangaan). En l'actualitat, aquesta zona forma part de la província de Limpopo (abans, província del Transvaal Nord).
KaNgwaneVa ser creat el 1977, amb el nom d'AmaSwazi. Era el menys poblat entre els bantustans sud-africans, amb tan sols 183.000 habitants, pertanyents a l'ètnia swazi. Estava integrat per tres territoris separats, en la zona del Transvaal, en el que avui en dia és la província Mpumalanga. La capital era Schoemansdal (avui dia dita Kamatsamo). Des de la seva creació, Sud-àfrica va tenir la intenció de transferir part d'aquest bantustan a la nació (autènticament) independent de Swazilàndia. La intenció era aconseguir que la zona funcionés de forma aïllant per a impedir el pas dels escamots que s'infiltraven des de Moçambic. Com mesura preliminar, el territori va ser declarat autònom el 1981. No obstant això, els plans de transferència es van veure frustrats a conseqüència dels disturbis populars succeïts el 1982. El govern sud-africà va replicar a aquests dissolent el bantustan, i suspenent la seva autonomia. Finalment, va ser restablerta amb un nou nom el 1984.
KwaNdebeleAmb Siyabuswa com a capital inicial, (més tard canviada a KwaMhlanga), va ser creat el 1979 com a pàtria pels ndebeles (també de vegades anomenat matabele i el qual no ha de ser confós amb els matabeles de Zimbabwe —coneguts també com els ndebeles de Mzilikazi). Fou establert per a donar resposta a l'incident creat per l'expulsió massiva de pobladors d'aquesta ètnia des del bantustan veí de Bophuthatswana. Aquest territori, el nom del qual significa "llar dels ndebeles", es trobava en el Transvaal central, a 160 quilòmetres al nord-est de Johannesburg, en el que en l'actualitat és part de la província de Mpumalanga. El 1981, se li van atorgar drets limitats d'autonomia, els quals van ser ampliats el 1984. La seva població l'any 1989 va ser estimada en ens 470.000 habitants.
Província de NatalSegurament una de les més conegudes i anomenades de totes aquestes "pàtries", va ser establerta el 1970 pels zulus. Se li va donar autonomia administrativa el 1977. Aquest bantustan, situat en el que era la província de Natal (actualment en la província de KwaZulu-Natal), era relativament gran comparat amb els altres; no obstant això, estava fragmentat en nombrosos enclavaments. Inicialment, la ciutat de Nongoma va ser designada com a capital, però el 1980 es va traslladar a Ulundi. El 1989, KwaZulu tenia 4,9 milions d'habitants.
LebowaDestinat als sotho del nord (un subgrup basutos també dit pedi), va ser establert el 1969. Se li va donar autonomia el 1972. Inicialment estava format per onze territoris separats, que més tard es van reorganitzar en tres. Era al nord-est de Sud-àfrica, al centre de l'antiga província de Transvaal. La ciutat de Seshego va oficiar inicialment de capital territorial, mentre s'avençava en la construcció de Lebowakgomo. El 1989, Lebowa tenia 2,6 milions d'habitants.
QwaQwaFou establert l'any 1969 pels sothos del sud (un subgrup dels basutos). Se li va donar autonomia el 1974. Ocupava una àrea restringida tot just a 655 km² a les muntanyes Drakensberg, a l'est de l'antic Estat Lliure d'Orange (actual província de l'Estat Lliure). El territori complet es troba a una altura entre els 1.600 i 3.000 metres sobre el nivell del mar. La seva capital era Phuthaditjhaba. Inicialment, més de 180.000 individus van ser destinats a aquest territori. Per a 1989, la població havia augmentat a 286.000 habitants.

Transkei
Venda
Bophuthatswana
Ciskei
Gazankulu
KaNgwane
KwaNdebele
KwaZulu
Lebowa
QwaQwa

### Àfrica del Sud-oest

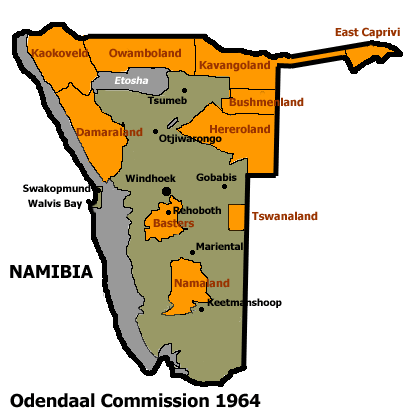
Bantustans en el territori d'Àfrica del Sud-oest

La formació dels bantustans d'Àfrica del Sud-oest va ser un procés fluid que no es vincula a una única data concreta d'inici, comú a tots ells. L'informe Odendaal, des de la seva publicació en 1964, va determinar les localitats i ètnies afectades, i les estratègies a seguir per a la seva implementació. El terreny per a l'execució de les recomanacions de l'informe es va anar preparant des de llavors, i una vegada que es va decidir la seva posada en pràctica, en 1968, aquesta va avançar segons el permès en cada cas, segons les condicions particulars. Tots aquests territoris, qualsevol fora el seu grau d'independència o autonomia, es van dissoldre i es van reintegrar a Namíbia en 1989, durant el procés de transició a la independència.
OvambolandVa ser el primer bantustan a Àfrica del Sud-oest, el segon més extens, i el més nombrós. Un consell de set caps tribals va formar el primer govern, a l'octubre de 1968. Al maig de 1973, se li va donar independència nominal. Localitzat al nord del país, limitant amb Angola i amb Kaokoland i Kavangoland, tenia una extensió de 52.072 km² i 239.000 habitants, segons l'informe Odendaal. Aquesta terra va ser destinada als ovambo, un poble compost per 800 tribus que representen la major ètnia de Namíbia (en l'actualitat estimada en 1 milió d'habitants – aproximadament el 50% del total del país). La llengua més popular d'aquest territori és l'oshiwambo, una barreja del kwanyama i el ndonga. La capital d'aquesta jurisdicció va ser el poble de Ondangua. Durant el conflicte entre SWAPO i Sud-àfrica aquesta va ser una de les zones on va haver major violència i activitat armada i guerrillera. Les eleccions de 1973 van ser boicotejades i només va votar el 2,5% dels electors.

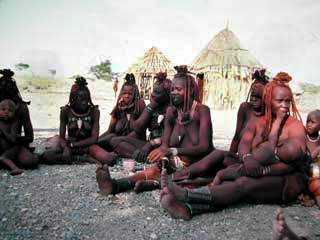
Dones himba a Opuwo, àrea de Kunene a Kaokoland

KaokolandTambé conegut com a Kaokoveld, aquest bantustan de 48.982 km² estava en l'extrem nord-oest del país. El seu territori en l'actualitat forma part de la regió administrativa de Namíbia anomenada Kunene. Estava localitzat en el que segueix sent una de les regions més aïllades i verges de Namíbia. Encara quan la intenció va ser sempre que els membres de l'ètnia himba (un subgrup dels hereros) arribessin a autogovernar-se i obtinguessin algun nivell d'autonomia en el territori, mai va poder formar-se un govern en aquest bantustan. Segons la xifres de l'informe Odendaal, en 1960 el nombre d'himbes estava per sota dels 5.000 habitants. Les últimes estimacions presumeixen uns 12.000 membres d'aquesta ètnia.
BushmanlandAquesta reserva territorial de 23.927 km² establida en 1970, va ser destinada per a l'ús del grup ètnic més antic d'Àfrica del Sud-oest, els san (també dits boiximans), la població del qual en 1960 era de 12.000 habitants (estimada en l'actualitat entre 33.000 i 45.000). La llengua parlada pels sans és un tipus de khoisan. El poble de Tsumkwe (població en 2001: 550 habitants) va ser considerat capital administrativa del territori a pesar que mai es va establir un govern regional
NamalandDels bantustans d'Àfrica del Sud-oest, aquest territori (no confondre amb la més àmplia zona dita Namaqualand), era el més meridional i el més proper a Sud-àfrica. Destinat a membres de l'ètnia nama (el subgrup més gran dels khoikhois), el territori comptava amb 21.677 km² i una població de 35.000 habitants. El seu capital va ser el poble de Keetmanshoop. La llengua parlada per aquesta ètnia és el mateix khoisan parlat pels san i els damara: el nama (o namaqua).
KavangolandA l'octubre de 1970, aquesta regió va ser formalment destinada per al desenvolupament del poble kavango. Es trobava al nord del país, a l'est d'Ovamboland i a l'oest de Caprivi. Al maig de 1973, se li va donar independència nominal. Es va crear un consell legislatiu que incloïa membres designats dels cinc principals grups tribals (gciriku, kwangali, mbukushu, mbunza i shambyu), al mateix temps que uns altres eren escollits per mitjà d'eleccions. Durant els comicis de 1973 (al contrari del cas d'Ovamboland, les eleccions del qual van ser boicotejades), el 66% dels electors va acudir a votar. Gran nombre d'angolesos es van instal·lar en aquesta regió fugint del conflicte armat de l'altre costat de la frontera. Durant els anys de bel·ligerància, aquest territori va sofrir intensa activitat guerrillera de SWAPO. El més popular dels idiomes oficials era el RuKwangali; els altres dos eren l'anglès i l'afrikaans. La seva extensió era de 41.701 km² i, en 1960, tenia 28.000 habitants (població en 2001: 201.000). La seva capital era el poble de Rundu, el qual ho segueix sent en l'actualitat de Kavango, nom de la jurisdicció que sobre la mateixa àrea és ara una de les 13 regions administratives de Namíbia.
RehobothSituat al sud de la capital d'Àfrica del Sud-oest, Windhoek, aquest territori de 13.860 km² va ser destinat per al desenvolupament dels 11.000 basters que, segons l'informe Odendaal, tenia la zona. Aquesta jurisdicció va ser també coneguda com a Basterland (Baster Gebiet) Els basters no eren una ètnia antiga pròpiament africana, sinó que eren els descendents de la unió d'homes holandesos, qui en 1870 havien arribat a la zona provinents de la Colònia del Cap a Sud-àfrica, i de les dones africanes de la zona (la paraula baster prové de la paraula neerlandesa que significa bastard). La capital d'aquest territori era Rehoboth, assentament que va ser el primer lloc on els basters es van instal·lar a l'arribar a la regió; raó també per la qual als basters se'ls ha dit "Rehoboth Baster" (els "Bastards de Rehoboth"). Els habitants d'aquesta zona en nombroses ocasions van fer peticions a les Nacions Unides per a assolir ser reconeguts com a nació sobirana. Els basters al·legaven que ja havien estat reconeguts per la Lliga de Nacions. En 1979, Sud-àfrica els va oferir independència nominal a canvi de donar suport la lluita armada contra SWAPO; a això els basters es van negar, decidint romandre neutrals i, en conseqüència, van assolir tan sols conservar l'autonomia administrativa vigent des de 1976. Els basters no parlen un idioma autòcton africà; inicialment parlaven només afrikaans, però en l'actualitat són bilingües, parlant també l'anglès.
TswanalandA pesar que, en 1964, la Comissió Odendaal havia recomanat la seva creació en l'informe, en 1975 es va decidir cancel·lar l'establiment d'aquesta pàtria per als 10.000 tswana de la regió. Aquesta decisió va ser més tard revertida i, en 1979, es va formar aquest bantustan. Situat a l'est del país, en la frontera amb Botswana, en la regió d'Aminuis, a aquest territori se li van destinar tot just 1.554 km² d'extensió, el que li va fer el més petit de totes la pàtries destinades al desenvolupament separat d'un poble. La capital d'aquesta jurisdicció va ser el poble del mateix nom que l'àrea on es troba: Aminuis
Caprivi OrientalAquest bantustan situat en l'extrem més nord-oriental d'Àfrica del Sud-oest, es trobava envoltat per Angola, Zàmbia, i Botswana, connectant-se a la resta del país solament per la Franja de Caprivi a l'est. Vist en un mapa, s'assemblava a una illa, connectada per un istme al territori principal. AL ser establert al març de 1972, tenia uns 16.000 habitants distribuïts en els seus 11.534 km². Al març de 1976, va ser declarat independent i va canviar el nom a Lozi. El nom va ser escollit per ser el lozi la lingua franca de la major ètnia en la zona. Aquesta ètnia es dividia en dues comunitats: els subiyas en l'est i els fwe en l'oest; aquestes van ser les úniques dues comunitats oficialment reconegudes. Altres grups, com els yeyi (també dits mayeyi) i els mayuni, van ser ignorats. Això va ocasionar friccions i conflictes les conseqüències dels quals se segueixen sentint en l'actualitat. La lingua franca en aquest territori és el lozi. No obstant això, tant els subiyas i els fwe són trilingües, parlant a més anglès i subiya-sifwe, preferint ambdós aquest últim sobre el lozi. El poble de Katima Mulilo va servir de capital d'aquesta jurisdicció. En el present, aquest territori, juntament amb part de la Franja de Caprivi, conforma la regió administrativa de Caprivi i té uns 80.000 habitants, dels quals 17.000 són lozi.
HererolandEstablert a l'octubre de 1968 sobre una extensió molt àrida, al juliol de 1970 se li va atorgar autonomia administrativa. El bantustan de major extensió amb 58.997 km², va ser destinat per al desenvolupament dels 44.000 hereros que, segons l'informe Odendaal (1964), vivien en la regió. L'idioma que més es parla és l'herero. Situat a l'orient del país, fent frontera amb Botswana, incloïa part de l'occident del desert del Kalahari i tenia com capital a la població de Okahandja. El territori que va conformar aquest bantustan en l'actualitat és part de les regions administratives de Omaheke i Otjozondjupa.

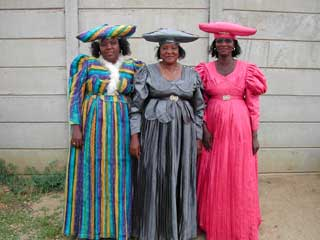
Grup de dones hereros

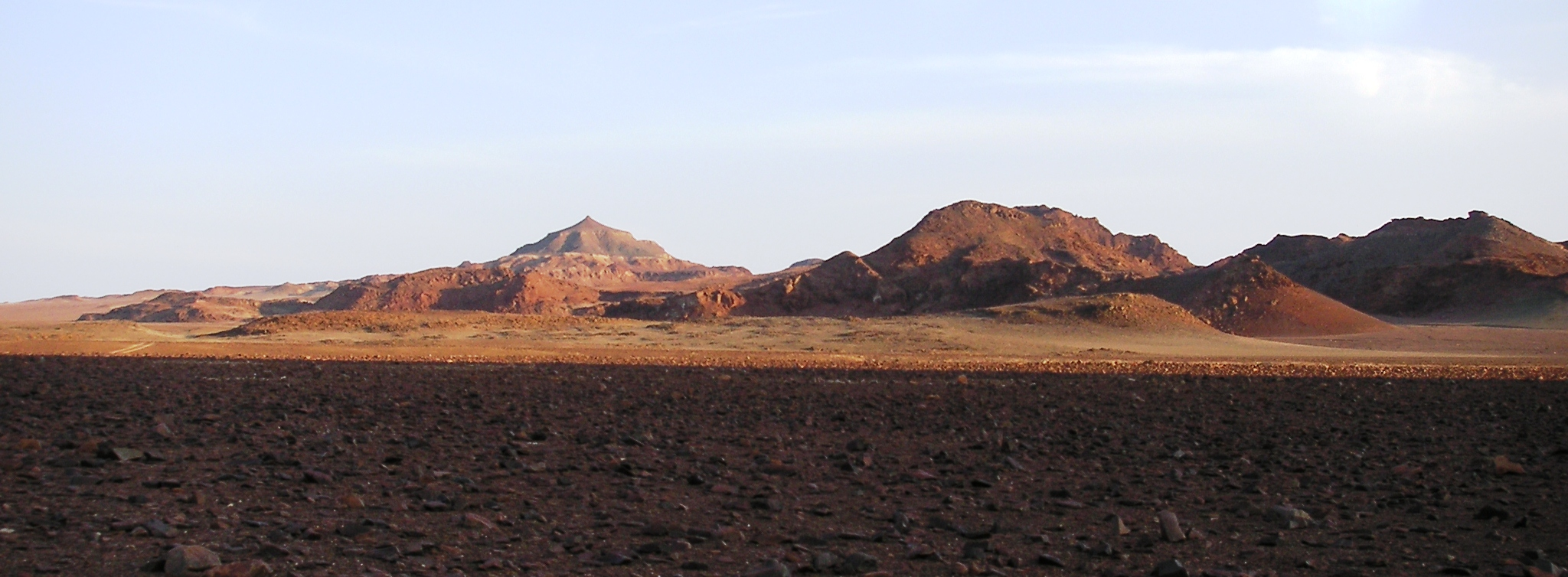
Paisatge de Damaraland, Àfrica del Sud-oest

DamaralandEs va engegar la seva creació en 1970 després de la formació d'un consell de líders damara, al que es va donar la responsabilitat d'administrar-lo. Estava situat entre el que durant el sistema de l'apartheid era el territori al nord de la carretera a Swakopmund i el sud de Kaokoland. Aquesta zona ara és part de les cridades regions de Kunene i Erongo.
Comptava amb una superfície de 47.990 km², i va ser destinada per al desenvolupament separat de l'ètnia damara. Els damara en aquesta regió s'estimaven en 1960 en 44.000 persones (actualment s'estimen uns 120.000 damara arreu del país). En aquest bantustan l'idioma més parlat era el nama (o namagua), un idioma khoisan, que els damara comparteixen amb altres grups. La capital administrativa de Damaraland va ser Khorixas (població actual: 11.000 habitants). Des de 1980 fins a la dissolució d'aquest territori en 1989, el govern local de la regió es transformà per un coordinat sota el sistema d'administracions ètniques.

## Usos del terme en contextos no sud-africans
En l'actualitat, el terme "bantustan" s'empra sovint amb intenció pejorativa, quan es pretén al·ludir a un país (o regió) mancada de legitimitat, que emergeix producte d'un procés de gerrymandering. El terme ha tornat a tenir gran difusió, apareixent sobretot en forma extrapolada: per exemple, en discursos crítics a les polítiques israelianes envers els territoris palestins de Gaza i de Cisjordània i, particularment, amb relació a l'anomenat "mur de Cisjordània", "mur de l'apartheid" o "Mur de la Vergonya".